# Бикін Яків Борисович
Яків Борисович Бикін (Беркович) (нар. 25 грудня 1888, місто Крейцбург (Крестовоє) Двинського повіту Вітебської губернії, тепер місто Крустпілс, Латвія — розстріляний 10 лютого 1938, місто Москва, тепер Російська Федерація) — радянський державний і партійний діяч, відповідальний секретар Воронезького та Ярославського губернських комітетів ВКП(б) 1-й секретар Башкирського обласного комітету ВКП(б). Член Президії ЦП КП(б) Білорусі з 20 березня по 14 жовтня 1922 року. Член Центральної Ревізійної Комісії ВКП(б) у 1927—1934 роках. Кандидат у члени ЦК ВКП(б) у 1934—1937 роках.

## Життєпис
Народився в родині прикажчика Бориса Берковича. У 1900 році закінчив двокласне казенне єврейське училище в місті Якобштадт Двинського повіту.
У жовтні 1900 — вересні 1905 року — учень, підмайстер ремонтно-інструментальної і годинникової майстерень у Крейцбурзі та Якобштадті.
Член Бунду з 1904 по 1911 рік.
У жовтні 1905 — липні 1906 року — підмайстер годинникової майстерні в місті Ризі.
З липня по вересень 1906 року перебував у в'язницях міст Риги та Двінська.
У вересні 1906 — серпні 1907 року — підмайстер ремонтно-інструментальної і годинникової майстерень у Крейцбурзі та Якобштадті. У серпні 1907 — січні 1911 року — підмайстер годинникової майстерні в місті Ризі.
У 1909—1911 роках — на керівній роботі в Ризькому комітеті «Бунду». З січня по лютий 1911 року перебував у в'язниці міста Риги. З лютого 1911 по березень 1912 року — безробітний в місті Крейцбурзі (Крестовому) Двинського повіту.
У березні 1912 — грудні 1913 року — робітник-зварювальник годинникової фабрики Гросберга в місті Варшаві.
Член РСДРП(б) з жовтня 1912 року.
У грудні 1913 — листопаді 1918 року — в еміграції в Швейцарії: робітник-наладчик і складальник у складальній годинниковій майстерні та на фабриці Грезін у місті Ла-Шо-де-Фон.
У листопаді 1918 року повернувся до Росії. З листопада по грудень 1918 року лікувався в санітарному таборі в місті Барановичі Гродненської губернії.
У грудні 1918 — січні 1919 року — на підпільній роботі: уповноважений революційного комітету в місті Брест-Литовському.
У січні — березні 1919 року — робітник-слюсар ремонтного заводу в місті Барановичах.
У березні 1919 — серпні 1920 року — секретар підпільного комітету РКП(б) у місті Брест-Литовському (Польща).
У серпні — жовтні 1920 року — секретар партійної трійки Брестського укріпленого району, заступник голови революційного комітету, працівник відділу революційного комітету політичного відділу 57-ї стрілецької дивізії Західного фронту. З жовтня по листопад 1920 року перебував на лікуванні на станції Подсолнєчная Миколаївської залізниці Московської губернії.
З листопада 1920 по 14 жовтня 1922 року — відповідальний секретар, завідувач агітаційно-пропагандистського відділу та заступник секретаря ЦБ КП(б) Білорусі.
У жовтні 1922 — січні 1925 року — відповідальний секретар Воронезького губернського комітету РКП(б).
У лютому 1925 — вересні 1926 року — відповідальний інструктор ЦК РКП(б).
У вересні 1926 — листопаді 1927 року — слухач і секретар партійного колективу курсів марксизму-ленінізму в Москві.
У жовтні 1927 — січні 1929 року — відповідальний секретар Ярославського губернського комітету ВКП(б).
У червні — грудні 1929 року — відповідальний секретар Ярославського окружного комітету ВКП(б).
У січні 1930 — 6 жовтня 1937 року — відповідальний (1-й) секретар Башкирського обласного комітету ВКП(б).
6 жовтня 1937 року заарештований органами НКВС. Засуджений Військовою колегією Верховного суду СРСР 7 лютого 1938 року до страти, розстріляний 10 лютого 1938 року. Похований біля Москви.
14 березня 1956 року реабілітований, 22 березня 1956 року посмертно відновлений в партії.

## Нагороди
- орден Леніна (15.03.1935)